# 3D Movie Maker
3D Movie Maker (spesso abbreviato in 3DMM) è un programma creato dalla Microsoft Kids (una divisione della Microsoft) nel 1995. Usando questo programma, si possono posizionare personaggi 3D in ambienti predefiniti, aggiungendo poi azioni, suoni, effetti, musiche, testi, parole, ed effetti speciali, e poi mostrare questi film ad amici, parenti e al mondo intero.
Un expansion pack giapponese per 3DMM venne pubblicato con personaggi della celebre serie Doraemon.
L'ultimo rilascio di 3D Movie Maker è stato Nickelodeon 3D Movie Maker, uno spin-off con personaggi e scene da Rocko's Modern Life, Ren & Stimpy e Aaahh!!! Real Monsters (cartoni Nickelodeon). Come per gli altri prodotti Microsoft Kids, è presente lo strambo personaggio di McZee, che ci guiderà personalmente nella realizzazione di film.
Nel maggio del 2022, a seguito di una richiesta di un utente Twitter, Microsoft ha rilasciato il codice sorgente del programma sotto licenza MIT.

## Produrre film
Produrre film con 3DMM è molto facile anche per principianti. Sono disponibili 40 attori/attrici, ognuno dei quali con 4 differenti costumi possibili e un certo numero di azioni, 20 arredi scenici, molte e differenti musiche e frasi registrate, tradotte anche nella versione italiana (ma è possibile anche registrare suoni e frasi e immetterle poi nei film). Sono disponibili anche 11 scene o set, ognuno dei quali può essere ripreso da diverse angolazioni.